# Тюсондзи
Тюсондзи (яп. 中尊寺 Тю:сондзи, «монастырь Центрального Будды») — буддийский монастырь в Японии, в посёлке Хираидзуми префектуры Иватэ. Главный центр школы Тэндай в регионе Тохоку. Национальное сокровище Японии.

## История
Тюсондзи был основан в 850 году Эннином, монахом школы Тэндай. Изначально монастырь назывался Кодайдзюин (яп. 弘台寿院), но в 859 году по приказу Императора Сэйва получил нынешнее имя. На протяжении X—XI веков Тюсондзи не ремонтировался, поэтому много сооружений монастыря разрушило время.
В 1105 году Император Хорикава велел правителю Северной Японии, Фудзиваре-но Киёхире из рода Северных Фудзивара восстановить и обогатить монастырь. За 21 год он соорудил Павильон долгожителей (яп. 長寿院), Золотой зал (яп. 金堂), трёхъярусную пагоду, колокольню, Зал сутр, Зал Амиды (яп. 阿弥陀堂) и большие ворота. Пышное открытие отреставрированного Тюсондзи состоялось в 1126 году, во время которого Киёхира посвятил его воинам, погибшим в Девятилетней и Трёхлетней войнах, добиваясь распространения буддизма в северояпонской провинции Муцу и её окрестностях. Поскольку монастырь был отстроен по желанию Императорского дома, то он получил статус государственного.
На протяжении XII—XIII веков на территории Тюсондзи было построено 40 залов, павильонов и пагод, а также 300 общежитий для монахов. Монастырь считался «жемчужиной Севера» и соревновался в богатстве с самыми крупными буддийскими центрами Киото и Нары. Однако в 1337 году произошёл большой пожар, который уничтожил все сооружения монастыря, за исключением Мавзолея рода Фудзивара и Зала сутр. После этого монастырь долгое время пребывал в запустении и был частично отремонтирован только в XVI—XVII веках.
На сегодняшний день, кроме Мавзолея и Зала сутр, Тюсондзи включает в себя Зал Бэнкэя, Главный храм, колокольню и синтоистское святилище Сираяма. В кладовых монастырях сохраняются многочисленные сокровища: статуя Амитабхи, главная святыня монастыря, 11 статуй будд и бодхисаттв, драгоценные ритуальные принадлежности, более 2000 свитков сутр и т. д. Большая часть этих древностей считается Национальными сокровищами Японии.

## Фотогалерея

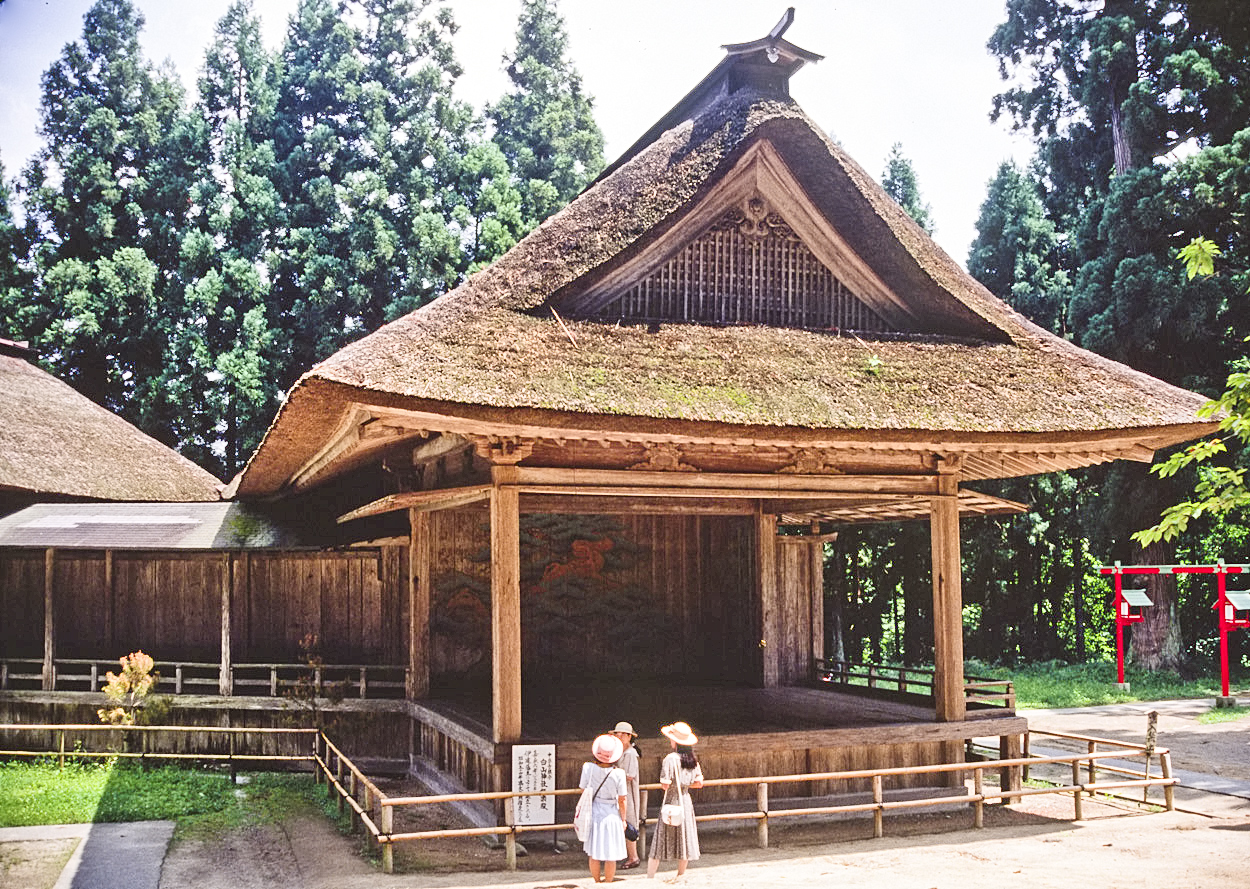
Театральная сцена святилища Сираяма
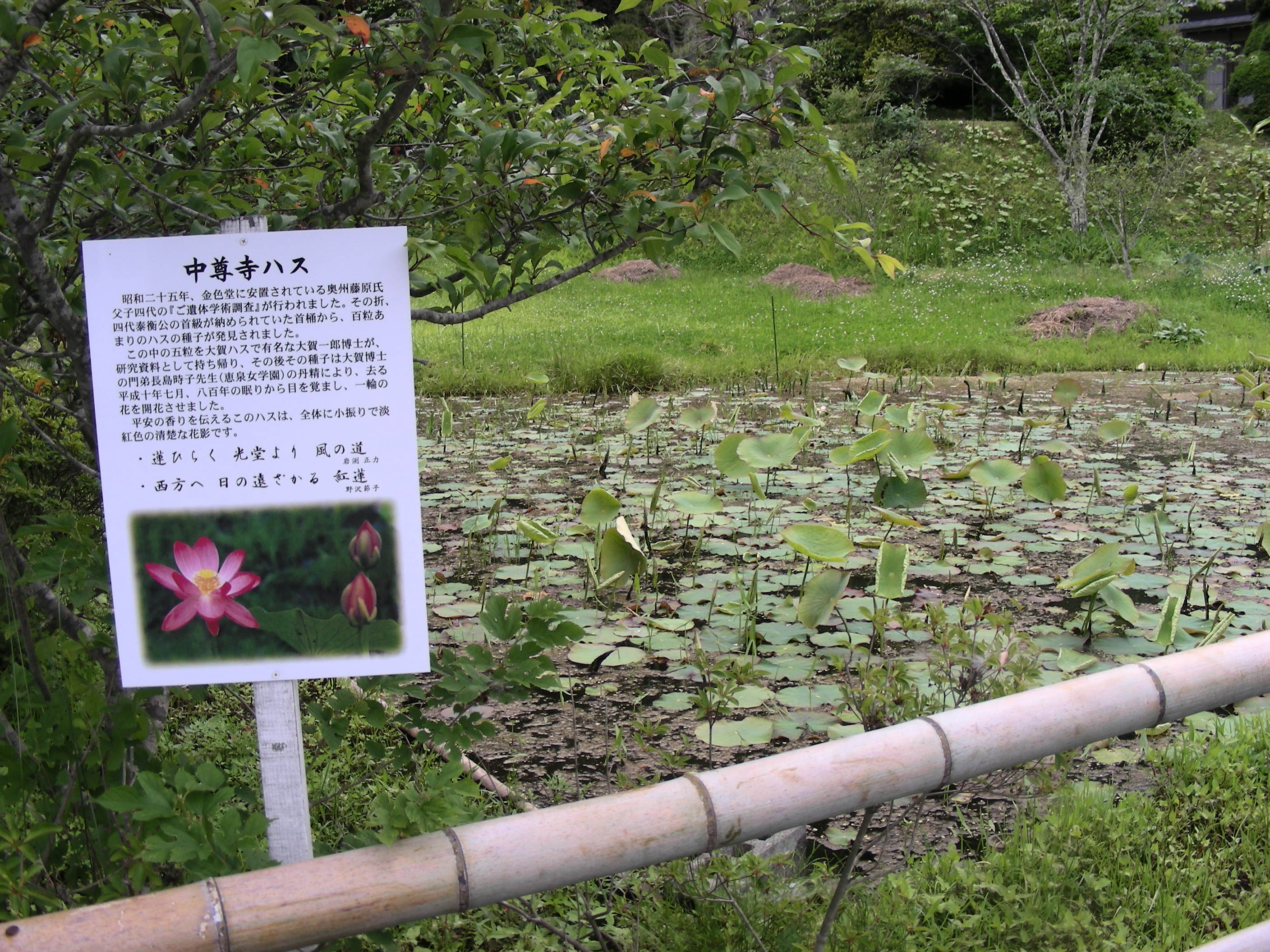
Примонастырские лотосы